# Lago Léman
O Lago Léman (português brasileiro) ou Lago Lemano (português europeu) , que se chama Lac Léman na França e na Suíça, mas que é conhecido nalguns países como Lac de Genève (em alemão:  Genfersee), é um lago situado na França e na Suíça. É o maior lago da Europa Ocidental (a nível europeu é superado pelo Lago Balaton na Hungria). 
Este lago do tipo lago de passagem, pois que por ele passa o Rio Ródano que, nascendo no glaciar do Ródano no cantão do Valais, Suíça, vai desaguar no delta da Camarga, em França, é cortado quase ao meio pela fronteira franco-suíça, com a França na sua margem sul e a Suíça nas margens norte, oeste e leste.

## Origem do nome

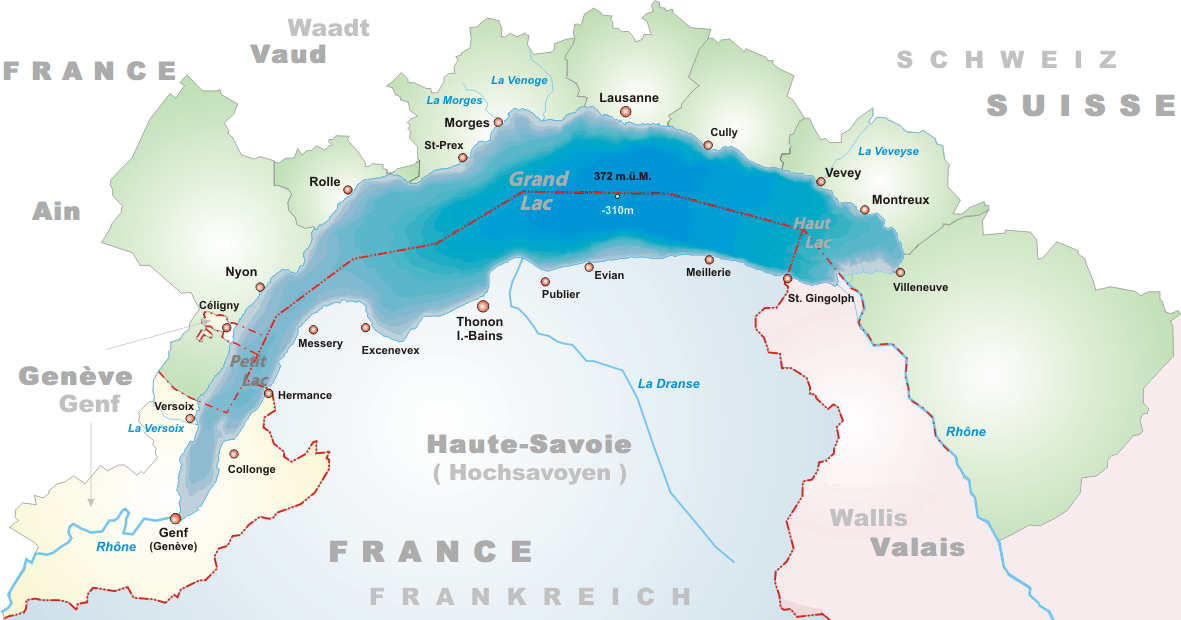
Mapa da região do Lago Lemano

O Lago Lemano é dividido em duas bacias separadas pela ponta de Yvoire, na costa do Chablais francês: o Grande Lago a Norte e Leste, onde se encontra a parte mais larga (14 Km) e o Pequeno Lago a Sul junto de Genebra.
O primeiro registro conhecido do nome do lago é Lacus Lemannus, na época do Império Romano; tornou-se Lacus Lausonius, Lacus Losanetes e então Lac de Lausanne na Idade Média. Com a crescente importância de Genebra, tornou-se Lac de Genève (lago de Genebra). No século XVIII, o nome Lac Léman foi revigorado em francês. 
É incorretamente denominado Lac de Genève, pois o lago de Genebra só corresponde ao Pequeno Lago, e é mesmo em alguns mapas denominado por Lac d'Ouchy (do nome do porto localizado próximo de Lausana). 
Nota de pronúncia (no Alfabeto fonético internacional) 
Francês: Lac Léman /lak le'mɑ̃/ mas não Lac de Genève /lak də ʒe'nɛv/
Inglês: Lake Geneva /leɪk dʒə'ni:və/
Alemão: Genfersee /'gɛnfərˌze:/
Italiano raramente o chamam Lago di Ginevra /'lago di dʒi'nevra/, mas Lemano.

## Características
O lago formou-se após a última era glacial, há aproximadamente 15 mil anos e pertence à categoria dos lagos dimictícios,  quer dizer, cujas águas se misturam completamente duas vezes por ano - na Primavera e no Outono -, razão da sua riqueza piscícula.
Como o lago se encontra a 373 m de altitude e tem profundidade máxima de 310 m, o fundo está apenas a 63 m acima do nível do mar.

## Clima
Se bem que encravado pelos maciço Alpino a Este e pela cordilheira do Jura a Oeste, esta grande massa de água cria um microclima que é particularmente notável em Montreux protegido a Norte por colinas e exposto a pleno Sul e onde as palmeira são um espectáculo vulgar. O lago ameniza o clima das redondezas, protegendo do rude inverno montanhoso ao restituir o calor que armazenou, e de Verão adoça-o ajudando a refrescar tudo à sua volta.
Há no entanto dois casos extremos característicos:
- no Inverno quando o vento frio de Norte sopra muito forte - vento a que se chamada bise - há uma diferença de nível do lago entre o Norte, Montreux, e o Sul, Genebra, que pode atingir 2 m. Além disso quando as montanhas adjacentes estão cobertas de neve, o frio ainda se torna mais rude e a junção de ; vento forte, vagas altas e frio intenso, podem cobrir as margens de espessas camadas de gelo. Um caso extremo é o de 1891 quando gelou o porto de Genebra [6] o que aconteceu também, mas em menor escala, em 1929 [7]
- noutras ocasiões, quando não há vento, e o ar seco e frio de alta e média altitude se encontra com a humidade mais quente do lago, pode formar-se uma espessa bruma que atinge facilmente duzentos ou trezentos metros de espessura a 100 m acima do solo, e isso durante duas ou mais semanas. O facto é facilitado pela presença do Salève de um lado e as montanhas do Jura do outro, formando um funil que dificulta ainda mais a evacuação dessa bruma.

## Hidrografia
O lago recebe água proveniente de ribeiros do cantão de Vaud (Suíça) como o Morge, Venoge, Veveyse e Versoix e da Dranse do lado da Alta Saboia (França), mas principalmente do Rio Ródano - que ele, entra no lago pelo cantão do Valais - e os seus 1700 m3/s. Na origem, o rio era retido na sua saída do lago unicamente pelo arco morénico. Hoje, um sistema de comportas junto do Edifício das Forças Motrizes, em Genebra, controla o nível do lago devido à irregularidade dos regimes torrenciais que caracterizam os seus afluentes, Ródano incluído, já que antes de entrar no lago recebe os ribeiros do cantão de Valais.
As suas águas são férteis devido às matérias em suspensão que afluem principalmente do Ródano com valores da ordem das 8 milhões de toneladas por ano.
Na altura, altamente poluído com nitratos, criou-se em 1962 uma comissão transfronteira franco-suíça, a fr:Commission internationale pour la protection des eaux du Léman (CIPEL), com o fim de resolver os problemas relacionados com a qualidade das águas do Léman . Em 2001 começou novo plano decenal. Directamente ligada com esta ação encontra-se a proteção das reservas aquáticas intimamente relacionada com as aves migradoras - as aves aquáticas e o Léman.  Esta comissão levou o estado francês a alargar esta ações como o que fez no Lago do Bourget e Lago de Annecy .

### Margens
O lago borda dois países, Suíça e França:
- à esquerda a costa francesa do Chablais Saboiardo
- a direita a costa suíça dos cantões de:
  - Valais - por onde entra o rio Ródano
  - Vaud - no chamado Grande Lago
  - Genebra - no chamado Pequeno Lago.

### Grande e pequeno lago

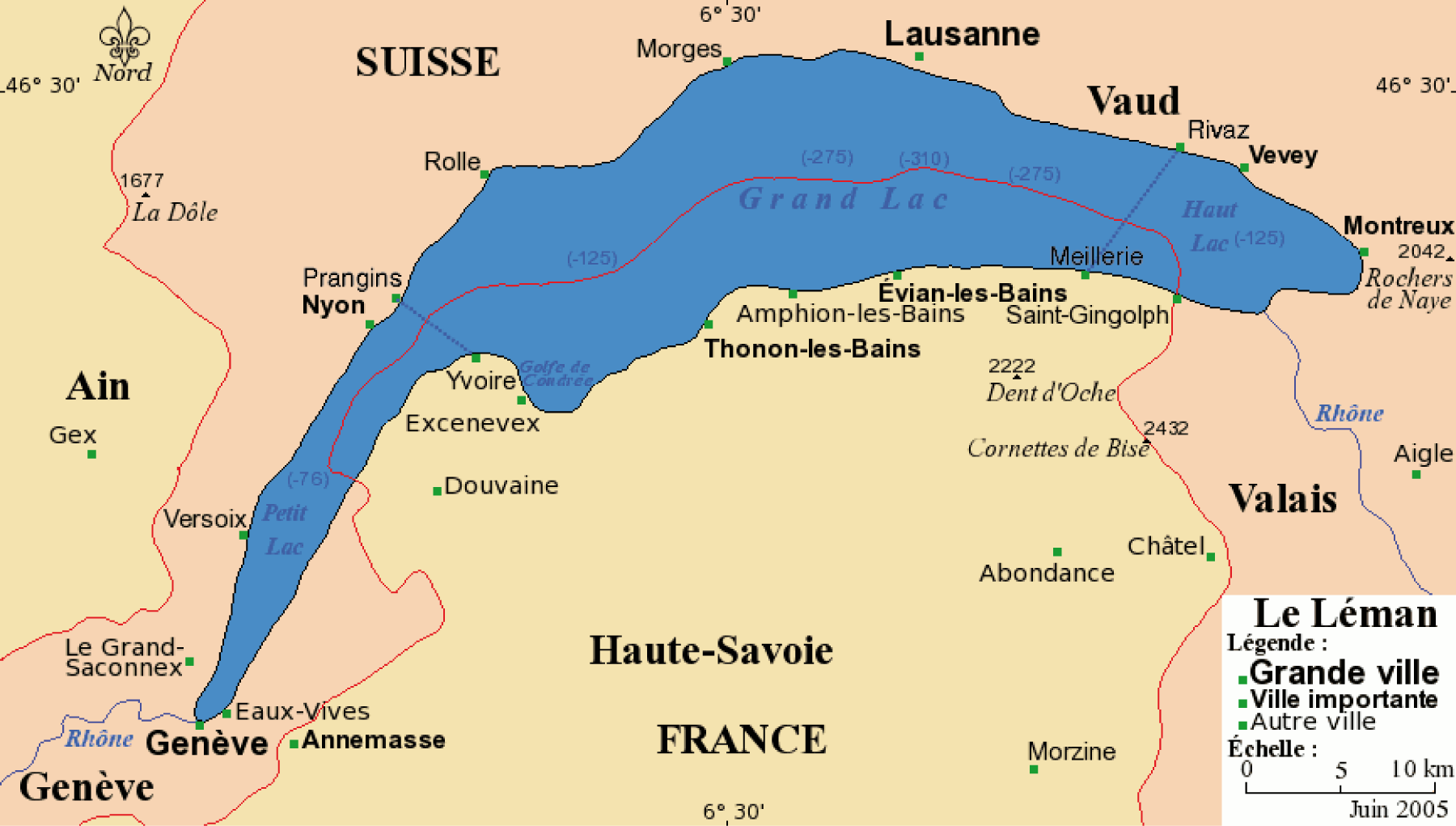
O Grande e o Pequeno Lago do Lago Lemano

Com os seus 70 km de comprimento o lago divide-se em duas partes bem distintas que são :
- o Grande Lago - que ocupa mais de 3/4 da sua superfície e onde a largura atinge os 14 km entre Morges e Amphion-les-Bains
- o Pequeno Lago - que é a sua parte mais estreita, começa depois de uma linha Prangins e Yvoire (ver imagem).

Os genebrinos dão o nome de Lago de Genebra  àquela parte do pequeno lago que fica rodeada pelas comunas do Cantão de Genebra, a sul da linha Versoix-Hermance.  - 

## Localidades
Via de comunicação privilegiada desde a Antiguidade, o lago conta hoje várias cidades e só mencionando das mais importantes, podem citar-se:
- Na França:
  - No Chablais Saboiardo
    - Évian-les-Bains - as águas célebres, as termas
    - Thonon-les-Bains - as termas
    - Yvoire - vila medieval fortificada
- Na suíça:
  - No Cantão de Vaud - neste cantão existem duas regiões vinícolas notáveis: La Côte e Lavaux que está inscrita na UNESCO 
    - Montreux - o Festival de Jazz de Montreux (ver Notas)
    - Lausana - a Escola Politécnica Federal de Lausana (EPFL) que com a Universidade de Lausana (UNIL) formam um enorme campus
    - Nyon - e o Paleo Festival o maior festival ao ar livre da suíça[14]
    - e entre as menos conhecidas: Morges, Rolle e Coppet

  - No Cantão de Genebra;
    - Genebra - a cidade de Calvino e do Jet d'Eau
    - Versoix

## Turismo
Com uma tal superfície todos os desportos e actividades náuticas são praticadas e entre elas há de assinalar o Bol d'Or (Taça de Ouro) que é a maior regata em água doce e se realiza e meados de Junho. Partindo de Genebra vai dar a volta à ilha que fica em frente à foz do Rio Ródano no lago, o Bouveret, e regressa a Genebra. Quase todas as localidades têm um porto e o respectivo clube de vela (ver lista)

### A visitar
Se se excluírem as muitas localidades que rodeiam o lago e que de uma maneira ou de outra têm sempre algo que ver, são particularmente interessantes os seguintes locais nas margens do lago e descritos partindo de Genebra e subindo o lago pela direita (ver Galeria):
- Cantão de Genebra
  - Hermance - castelo e vila fortificada no século XIII
- Alta Saboia
  - Yvoire - magnífica vila medieval fortificada
- Cantão de Vaud
  - Castelo de Chillon - do século XIII. É o castelo do Léman. Foi popularizado na La nouvelle Héloïse de Jean-Jacques Rousseau e no Le prisonnier de Chillon de Lord Byron.
  - Morges - na Idade Média vila portuaria importante. Castelo do século XIII
  - Saint-Prex - pequeno burgo medieval sobre uma "quase ilha"
  - Rolle - castelo do século XIII e a ilha da Harpa
  - Nyon - a Colônia Júlia Equestre romana tem um anfiteatro e um fórum romanos. Castelo do XIII e o "Museu do Léman" que conta a história do lago.
  - Coppet - Castelo comprado por Jacques Necker, ministro das finanças da França de Louis XVI, e residência da sua filha Madame de Staël
- Cantão de Genebra
  - Versoix - porto construído no século XVIII - quando ainda francesa - para fazer concorrência a Genebra.

### Companhia de navegação
Menos desportivos mas muito mais turísticos são os passeios na Companhia Geral de Navegação sobre o lago Lemano (CGN) que tem a concessão da navegação no lago - servindo tanto o lado suíço como o francês - e como característica o facto de uma grande parte da frota ser constituída por barcos da Belle Epoque a roda de água que são utilizados diariamente.
Junto à foz do Ródano, no Bouveret, cantão do Valais, existe um parque de comboios miniatura a vapor, o Le Swiss vapeur parc que não encanta só as crianças!

### Golfe
Há diversos terrenos de golfe e entre eles são particularmente apreciados do lado suíço;
- Golf de Genève - na comuna de Commugny.
- Golf Club de Lausanne.[18]

e na França;
- Golf de Divonne - o mais antigo da região Lemánica com um handicap 35 e referenciado pelo Opus Golfs é um 18 buracos de Par 72 com 6 030 m.[19]
- Golf de Maison Blanche - golfe com o Monte Branco como pano de fundo.[20]
- Golf de Evian - com o seu Evian Masters, um 18 buracos de Par 72 com 6 054 m e e com vista soberba para o lago.[21]

### Montanha
A toda a volta do lago há um número infinito de miradouros de onde se desfruta uma vista magnífica sobre o lago e entre elas são de assinalar as do cimo das estações de esqui como Crozet/Lélex e Mijoux/La Faucile nas montanhas do Jura. Ao caminho pedestre que as liga e se chamado o balcão do Jura, o lago fica em baixo e o Monte Branco em frente.
Thollon-les-Memises na Alta Saboia, tem a particularidade de se ver o lago enquanto se esquia.

### No ar
Há também um outro "balcão", mas este é chamado de balcão de Genebra. Encontra-se no monte Salève na França, mas a minutos da fronteira com Genebra, e ao qual se assede aos seus 1 400 m por um funicular do qual se tem um vista sobre a cidade e do lago muito apreciada. Apreciada também é ele pelos parapentistas que devido às corrente ascendente da zona podem voar muito tempo apreciando o lago a seus pés.
É também particularmente apreciada a viagem de comboio que partindo de Montreux, na suíça, leva os passageiros aos Rochers de Naye a 1 580 m no Chemin de fer Montreux-Glion-Rochers de Naye

## Viticultura
Ambas as margens do lago são principalmente ocupadas por vinhas, e Genebra no plano agrícola quase que só tem vinhas. 
Devido à sua exposição solar (nascente), ao ambiente regulador que é o lago Lemano e ao terreno em socalcos há duas regiões vitícolas de primeira importância : a região La Côte e a região de Lavaux que está inscrita desde 2007 no Património Mundial da Humanidade (UNESCO)

## Galeria

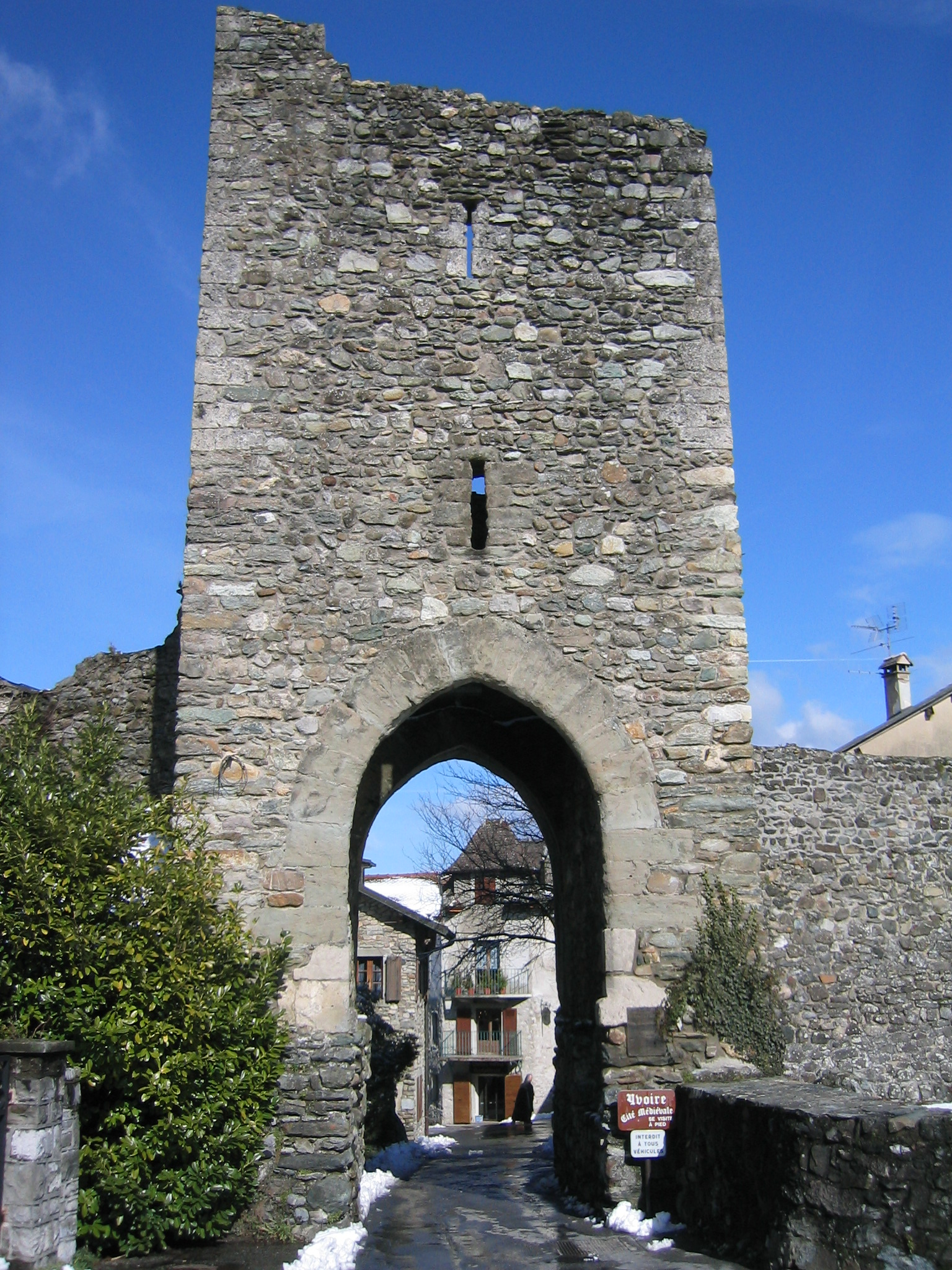
Uma das entradas em Yvoire
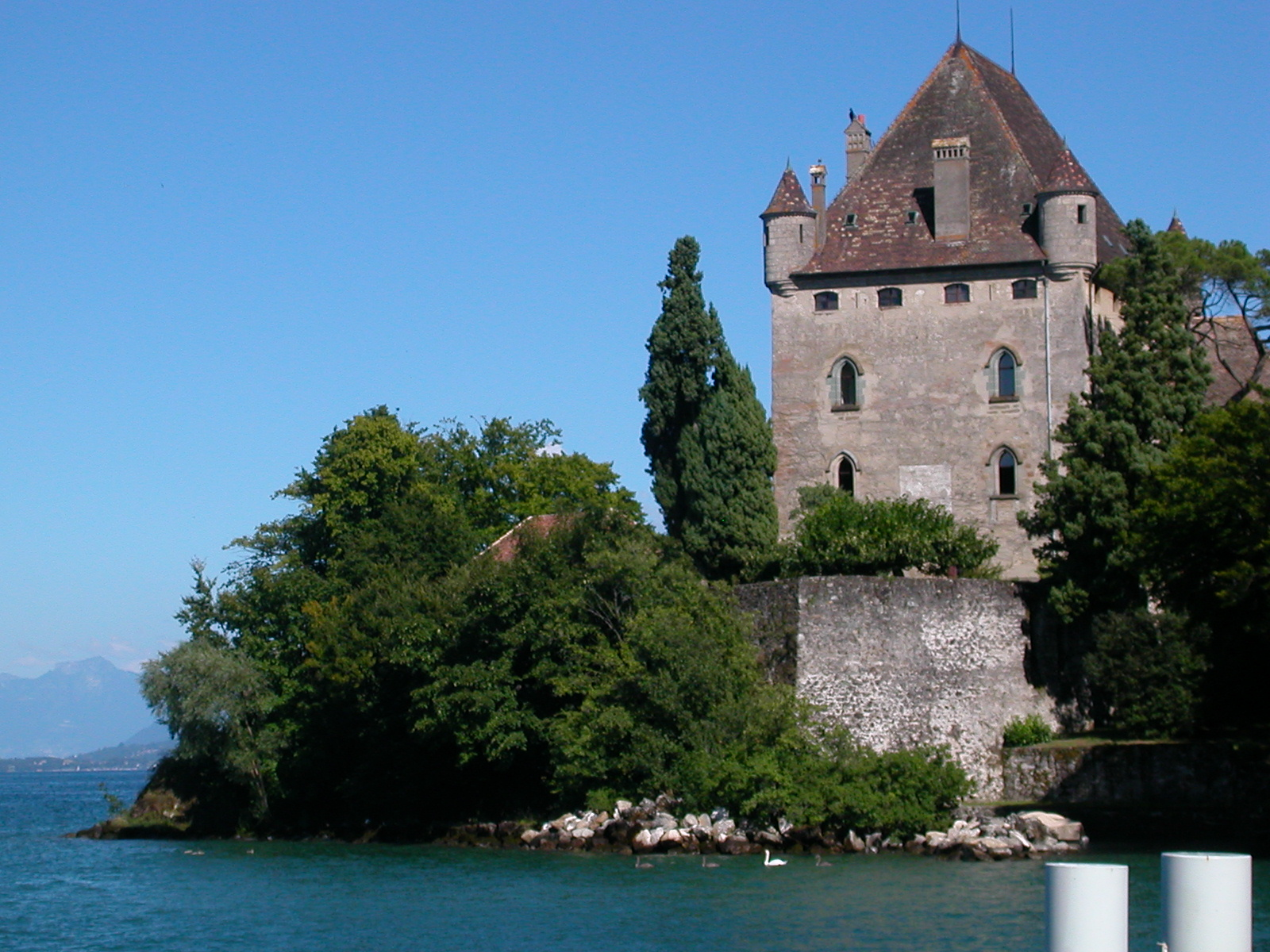
Castelo de Yvoire
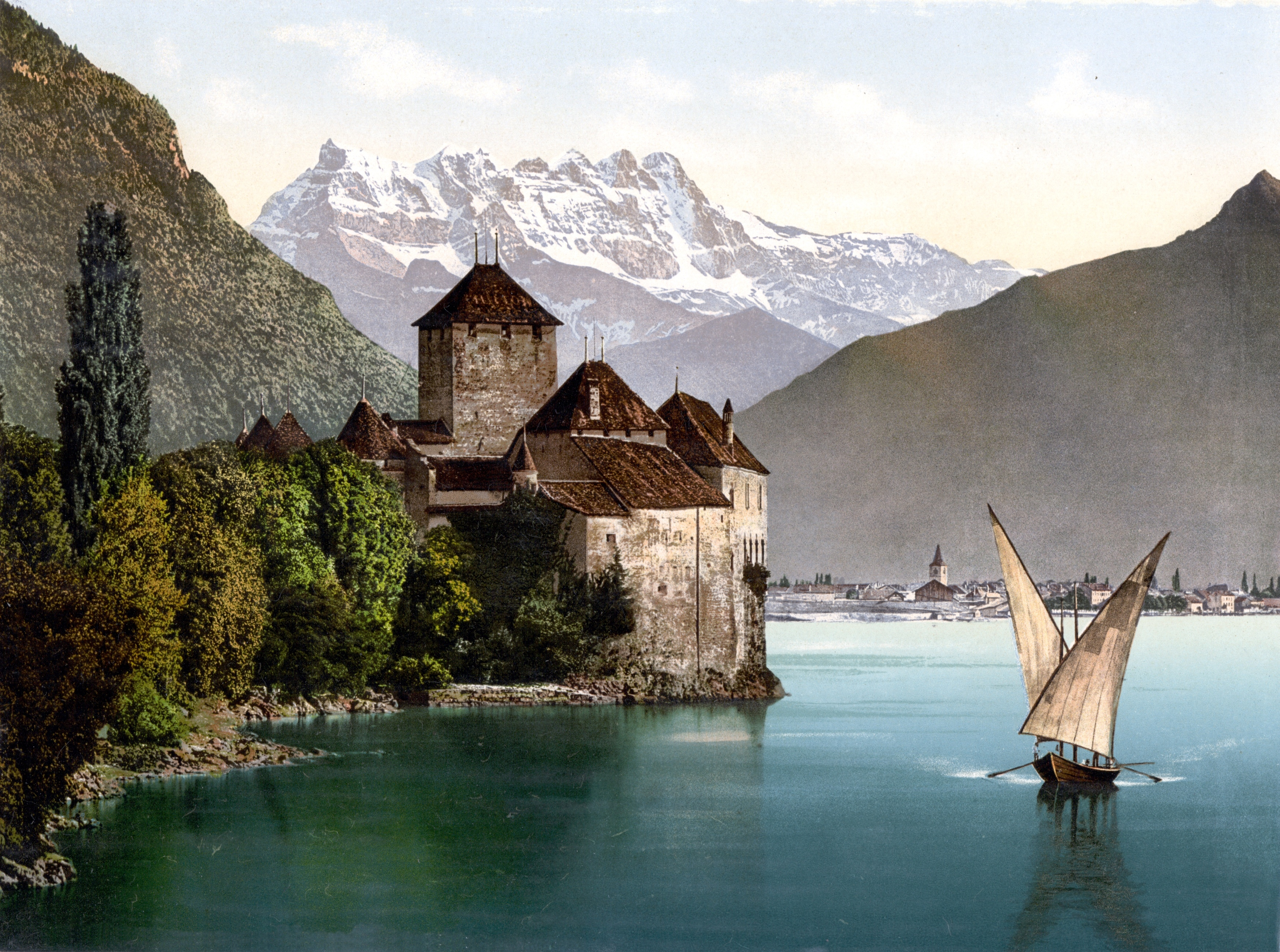
Castelo de Chillon e uma barca do Léman
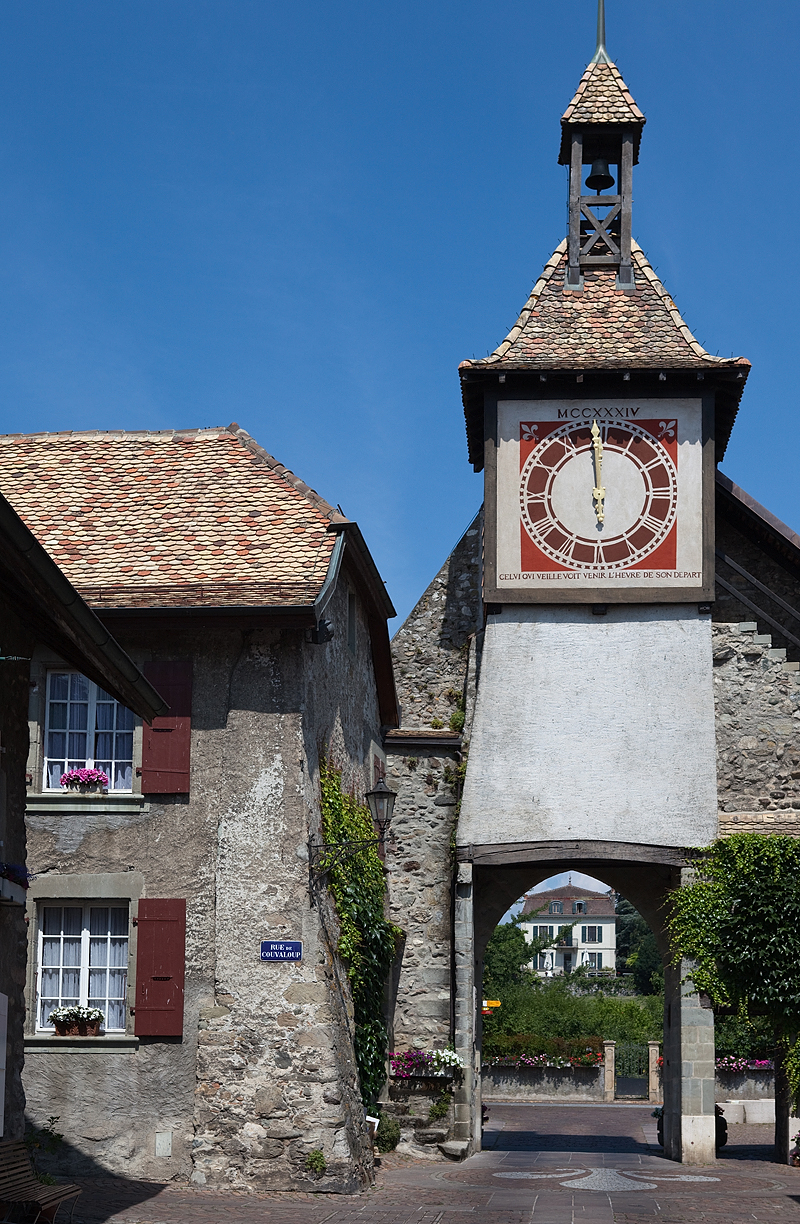
Porta de St. Prex
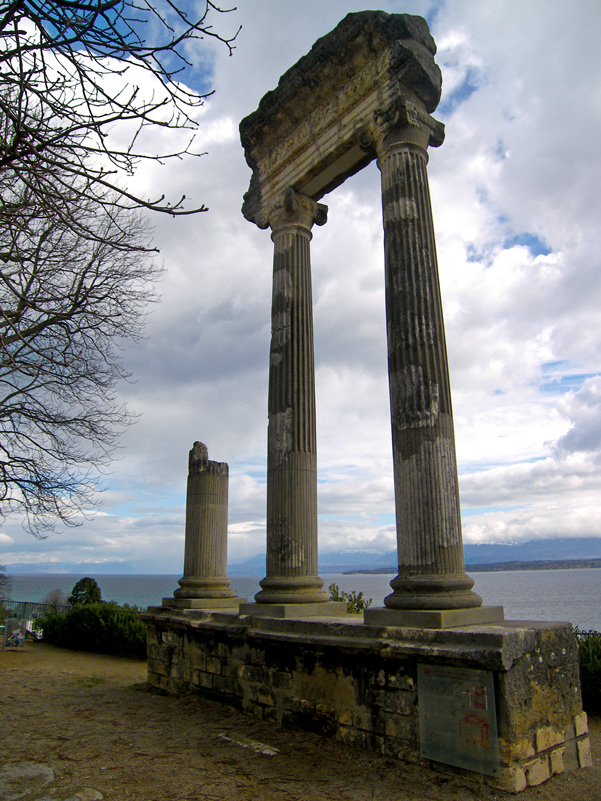
Colunas romanas em Nyon
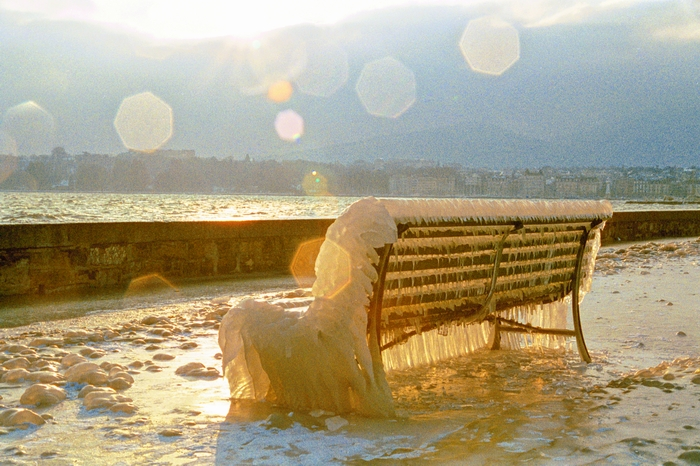
Efeitos da bise em Versoix

## Curiosidades
Estando a 373 m de altitude e tendo 310 m de profundidade, o seu fundo só está a 63 m acima do nível do mar! 
Foi neste lago que se encontrou o corpo de Charlie Chaplin 6 semanas depois de ter sido roubado do Cemitério de Coursier-Sur-Vevey, no cantão de Vaud, Suíça. 